# Тринаест разлога
Тринаест разлога (енгл. TH1RTEEN R3ASONS WHY) је књига изашла 2007. године, а написао ју је Џеј Ашер.
Књигу је објавио Razorbill - Penguin Random House. По њој је снимљена серија 13 разлога, која је изашла на Нетфликсу 31. марта 2017. године.

## Тема романа
Клеј Џенсен, стидљиви средњошколац, по повратку из школе налази мистериозну кутију у пошти. Она садржи седам двостраних трака које је снимила Хана Бакер, другарица из разреда која је недавно извршила самоубиство. Свака трака говори о једном разлогу зашто је одлучила да се убије. Траке су послате разним људима пре него што су достављене Клеју.
| „ | Постоји тринаест разлога због којих је твоја другарица мртва. Ти си један од њих. stop Не можеш зауставити будућност. rewind Не можеш се вратити у прошлост. play Једини начин да откријеш тајну је... да пристанеш на игру. | ” |

Свака је прича посвећена једној особи која јој је дала разлог за самоубиство. Правило које је Хана задала је послушај, затим проследи касете следећој особи на листи. У супротном, снимци постају јавни. Не знајући каквог је утицаја могао имати у судбоносној одлуци девојке која му се одувек свиђала, али коју никад није успео упознати како треба, Клеј почне преслушавати снимке и суочавати се са судбином Хане Бакер и сопственом кривицом.

## О писцу
Џеј Ашер је рођен 1975. године у Аркадији (Калифорнија). Родитељи су га увек подржавали и подстицали у његовим интересовањима - од свирања гитаре до писања. Своје прве књиге за децу написао је још у време средњошколских дана. Жеља му је била да постане учитељ, али је напустио студије да би се посветио писању.

Велики је љубитељ ТВ-серије Мој такозвани живот. Неко време радио је као продавац и библиотекар. Сада пише књиге за децу и тинејџере.

## Издање поводом десетогодишњице
Јубиларно десетогодишње издање Тринаест разлога је изашло 27. децембра 2016. У овом издању, оригинални крај књиге је укључен, као и додатна странице из Ашерових дневника, као и нов Ашеров есеј.

## Адаптација
13 разлога је америчка телевизијска серија снимљена по првом издању из 2007. Адаптирао ју је Брајан Јорки за Нетфликс. Прва и друга сезона се састоје из по 13 епизода.

## Награде и признања
- 2010 – South Carolina Young Adult Book Award winner[5]
- 2009 – International Reading Association Young Adults' Choice list
- 2009 – Writing Conference's Literature Festival
- 2008 – Quick Picks for Reluctant Young Adult Readers YALSA
- 2008 – Selected Audiobooks for Young Adults YALSA
- 2008 – California Book Award winner – Young Adult
- Kirkus Reviews Editors Choice[6]